# Under sandet
Under sandet (no Brasil, Terra de Minas) é um filme de drama teuto-dinamarquês de 2015 dirigido e escrito por Martin Zandvliet, o qual estreou no Festival Internacional de Cinema de Toronto. Foi selecionado como representante de seu país ao Oscar de melhor filme estrangeiro em 2017.

## Elenco
- Roland Møller - Sgt. Carl Leopold Rasmussen
- Mikkel Følsgaard - Lt. Ebbe
- Laura Bro - Karin
- Louis Hofmann - Sebastian Schumann
- Joel Basman - Helmut Morbach
- Oskar Bökelmann - Ludwig Haffke
- Emil Belton - Ernst Lessner
- Oskar Belton - Werner Lessner
- Leon Seidel - Wilhelm Hahn
- Karl Alexander Seider - Manfred
- Maximilian Beck - August Kluger
- August Carter - Rodolf Selke
- Tim Bülow - Hermann Marklein
- Alexander Rasch - Friedrich Schnurr
- Julius Kochinke - Johann Wolff